# 哲美遜
哲美遜（George Jamieson，1843年—1920年），英国外交官和法官，曾任英国驻上海总领事。

## 早期生活
哲美遜出生于苏格兰班夫郡。他曾就讀於阿伯丁大学。
1868年，哲美遜出任英國駐淡水代理領事。 1869年，他出任英國在華及在日最高法院代理法律秘书。1880年，哲美遜被中殿律師學院授予律師證書。1887年，他出任英國在華及在日最高法院代理助理法官，次年前往横滨出任英国日本法院代理法官。
1891年，哲美遜出任英國驻上海领事，同时兼任英國在華及在日最高法院法官。
1897年起，英國在華及在日最高法院的法官不再兼任英國駐上海領事。哲美遜於是出任英國驻上海总领事，並且其不再擔任英國在華及在日最高法院法官。
1897年，他被授予聖米迦勒及聖喬治勳章。
1899年4月，哲美遜因身体原因不再擔任總領事。之後哲美遜出任多家公司的董事。
1920年12月30日，哲美遜在伦敦去世。